# 국제원자력규제자협의회
국제원자력규제자협의회(International Nuclear Regulators' Association, INRA)는 원자력과 방사선 안전규제 분야에서 국제 협력과 교류의 중요성이 높아지면서 1997년 1월에 설립된, 원자력발전 주요국 안전규제 책임자들 간의 국제협력 협의체이다. 
국제원자력규제자협의회(INRA)는 원자력과 방사선 안전규제 분야에서 국제 협력과 교류의 중요성이 높아지면서 1997년에 설립된 원자력발전 주요국 안전규제 책임자들 간의 국제협력 협의체로, 대한민국은 2006년에 가입했으며, 2016년 현재 총 9개국이 참여하고 있다. 
한국의 원자력안전위원회(NSSC)를 비롯해 미국 원자력규제위원회(NRC), 캐나다 원자력안전위원회(CNSC), 영국 원자력규제국(ONR), 프랑스 원자력안전청(ASN), 독일 원자력안전부(BMU), 스페인 원자력안전위원회(CSN), 스웨덴 방사선안전원(SSM), 일본 원자력규제위원회(NRA)가 각국을 대표해 INRA에 가입해 있다. 
INRA는 원자력 안전규제 전반에 대한 의견과 정보를 교환하는 한편, 주요 현안에 관해 국제적인 협력을 도모하며 원자력 안전 문화를 증진하기 위해 노력하고 있다. 핵물질과 핵연료는 물론이고, 원자력 시설의 건설, 운영, 해체, 폐로, 방사성 폐기물 등에 관한 문제는 원자력과 방사선 안전관리 분야에서 주목받고 있는데, 이런 문제는 한 나라만이 아니라 국제적인 관심사이다. 따라서 INRA에서는 회원국은 물론 전 세계에서 운영 중인 원자력 발전소와 새로 건설되는 원자력 발전소의 안전성을 높이기 위한 국제 공조 방안을 협의하고, 세계 원자력 안전 정책 방향을 논의하며 원자력 안전 분야의 국제 여론을 주도하고 있다.
연 2회의 정기회의를 통해, 회원국의 안전규제 기관장들이 각국의 원자력 안전규제 전반에 대한 의견과 정보를 교환하고 있다. 의장국은 순번제로 맡으며, 대한민국은 2009년에 의장국을 역임한 바 있다. 제25차 INRA 정기회의가 그해 10월 19~21일에 제주에서 개최됐는데, 이 회의에서 한국은 ‘INRA 회원국 간의 협력체제 구축’, ‘국가 간 방사선원 사고·테러 대응체제 구축방안’ 등을 제안했다. 
제38차 INRA 정기회의는 2016년 5월 9일과 10일 양일간 스페인 마드리드에서 열렸고, 이 자리에서 회원국의 원자력안전 정책 및 제도의 변화, 주요 안전 현안을 비롯해 국제원자력기구(IAEA) 기반의 통합규제검토서비스의 효율성 개선 방안, 안전규제기관의 지식관리 강화, 원자력안전협약(CNS: Convention on Nuclear Safety) 7차 검토 등을 논의했다.
대한민국은 INRA 회원국과 긴밀하게 협력하고 있다. 특히 캐나다(2012년 4월), 미국(2012년 9월), 프랑스(2012년 10월), 스웨덴(2014년 9월), 독일(2014년 9월)과는 원자력안전규제 협력 약정을 맺었다. 이 중에서 미국원자력규제위원회(NRC)와 운영위원회를 구성해 이슈별로 양국 전문가들이 모여 실무회의를 진행하고, 스웨덴방사선안전원(SSM)과는 방사성 폐기물 정책 및 안전 규제 분야를 중심으로 협력 가능성을 활발하게 논의하고 있다.